# Rody Turpijn
Rody Turpijn (Amsterdam, 25 aprile 1978) è un ex calciatore olandese.

## Carriera
Inizia la carriera nell'Ajax, con cui nella stagione 1996-1997 ottiene il quarto posto nel massimo campionato olandese, oltre ad essere impiegato in due occasioni nella UEFA Champions League 1996-1997 e avete giocato la Supercoppa d'Olanda 1996 persa contro il PSV.
Dopo un anno passato nella formazione B dei lancieri, nel 1998 passa al De Graafschap, società in cui giocherà sino al 2003, ottenendo come miglior piazzamento nella massima serie olandese il tredicesimo posto nella stagione 1998-1999. Lascerà il club di Doetinchem al termine della stagione 2002-2003, conclusasi con la retrocessione della squadra in cadetteria a causa dell'ultimo posto in classifica ottenuto.
Nel 2003 Turpijn lascerà il calcio professionistico per iscriversi all'università, continuando però a giocare con il club dilettantistico dell'AFC sino al 2007.